# راي كيلي
راي كيلي (بالإنجليزية: Ray Kelly)‏ (29 ديسمبر 1976 - ) هو لاعب كرة قدم أيرلندي في مركز الهجوم. لعب مع مانشستر سيتي ونادي ريكسهام.